# Kám
Kám ist eine ungarische Gemeinde im Kreis Vasvár im Komitat Vas.

## Geografische Lage
Kám liegt ungefähr zehn Kilometer nordöstlich der Kreisstadt Vasvár. Nachbargemeinden sind Szemenye, Egervölgy, Alsóújlak, Rum und Csipkerek.

## Geschichte
Im Jahr 1913 gab es in der damaligen Kleingemeinde 123 Häuser und 833 Einwohner auf einer Fläche von 2659 Katastraljochen. Sie gehörte zu dieser Zeit zum Bezirk Vasvár im Komitat Vas.

## Söhne und Töchter der Gemeinde
- Béla Andrásfai (* 1931), Mathematiker und Hochschullehrer

## Sehenswürdigkeiten
- Denkmal für Sándor Kisfaludy und Róza Szegedy, erschaffen von Emőke Tóth
- Nepomuki-Szent-János-Statue aus dem Jahr 1745
- Marienstatue (Patrona Hungariae), erschaffen 1912 von József Hudetz
- Römisch-katholische Kirche Szent András apostol, erbaut um 1780, später erweitert
- Römisch-katholische Kapelle Szentháromság, erbaut im 18. Jahrhundert
- Jeli-Arboretum (Jeli arborétum), gut zwei Kilometer südlich der Gemeinde gelegen

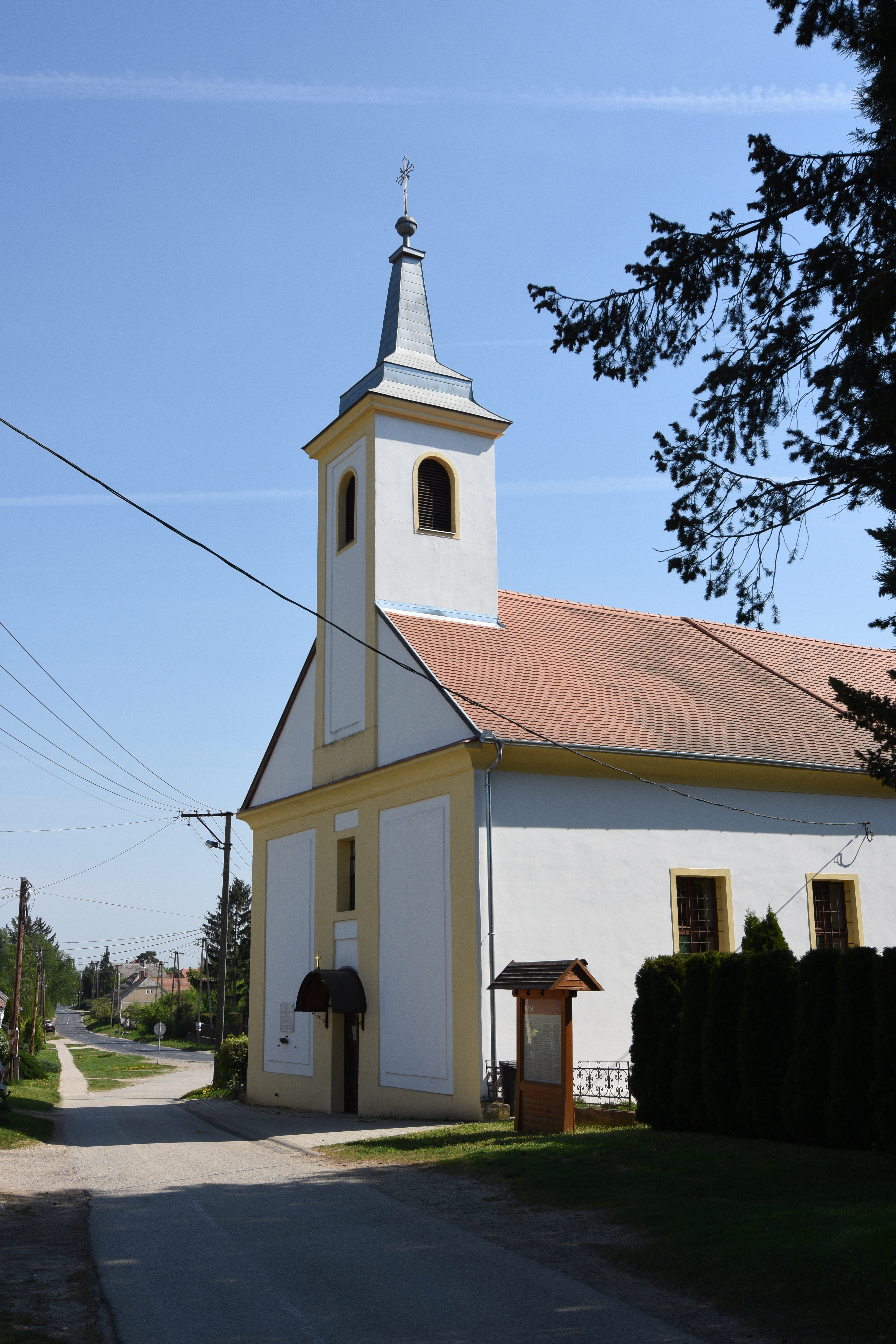
Röm.-kath. Kirche Szent András apostol
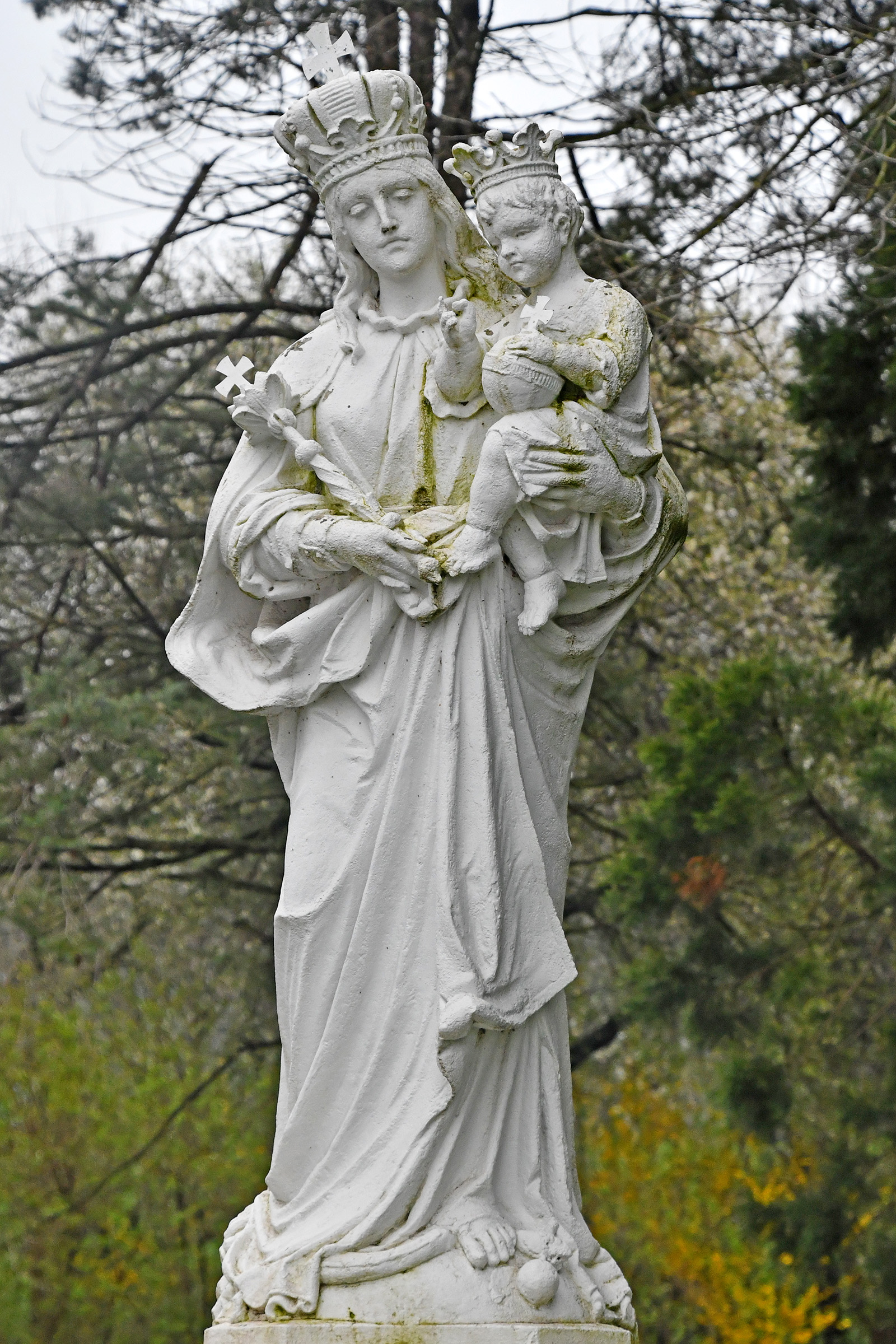
Marienstatue
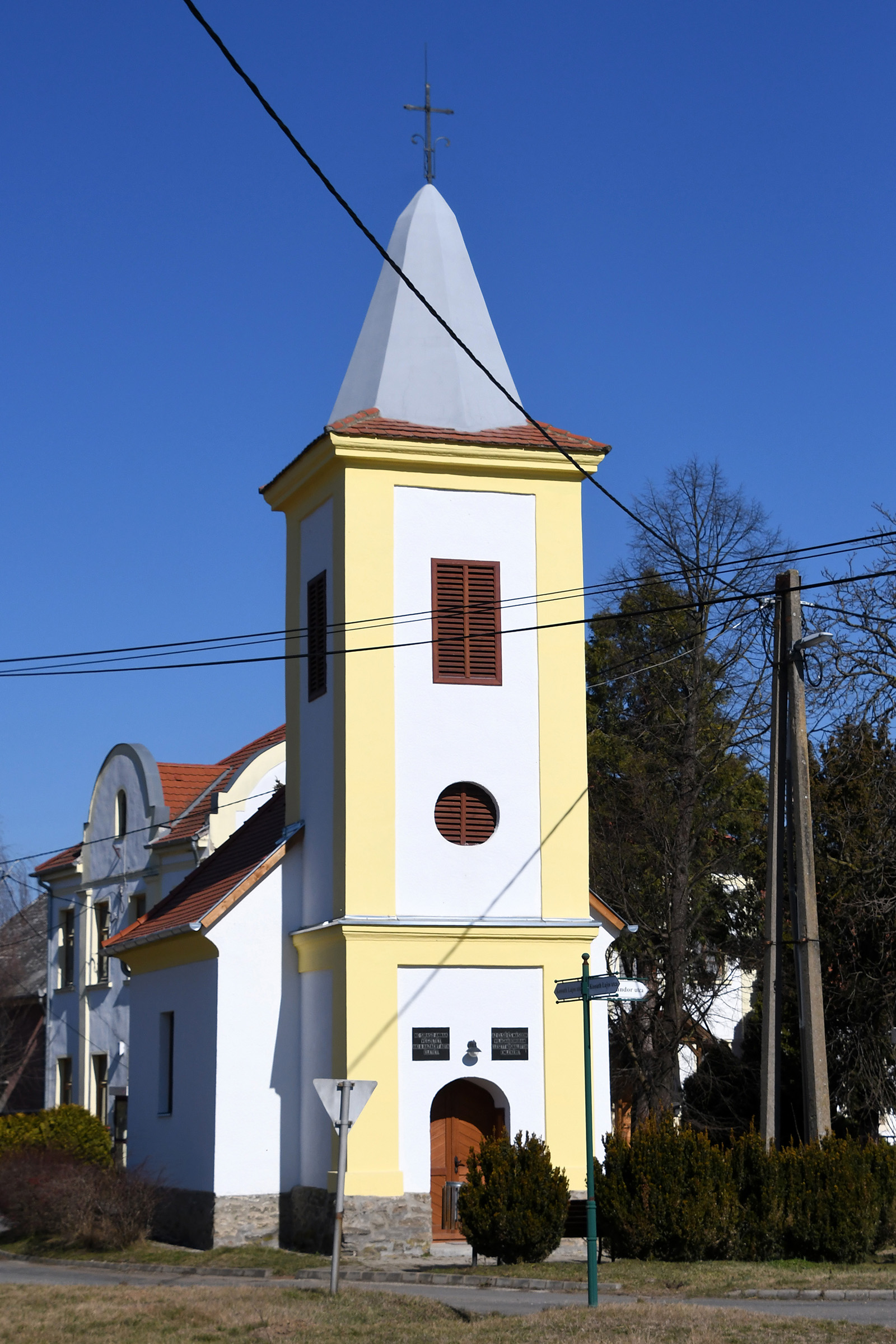
Römisch-katholische Kapelle Szentháromság
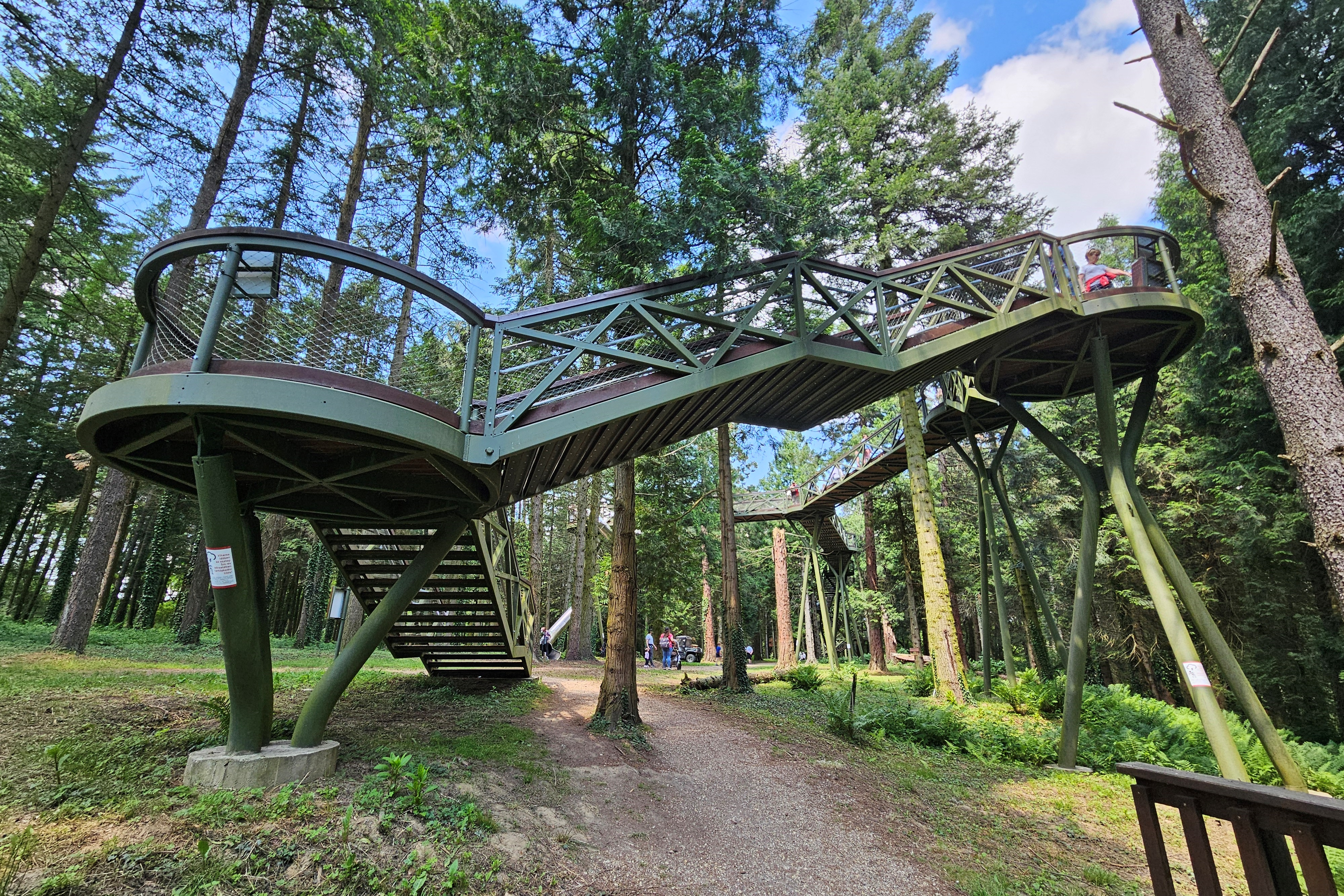
Baumkronenweg im Jeli-Arboretum
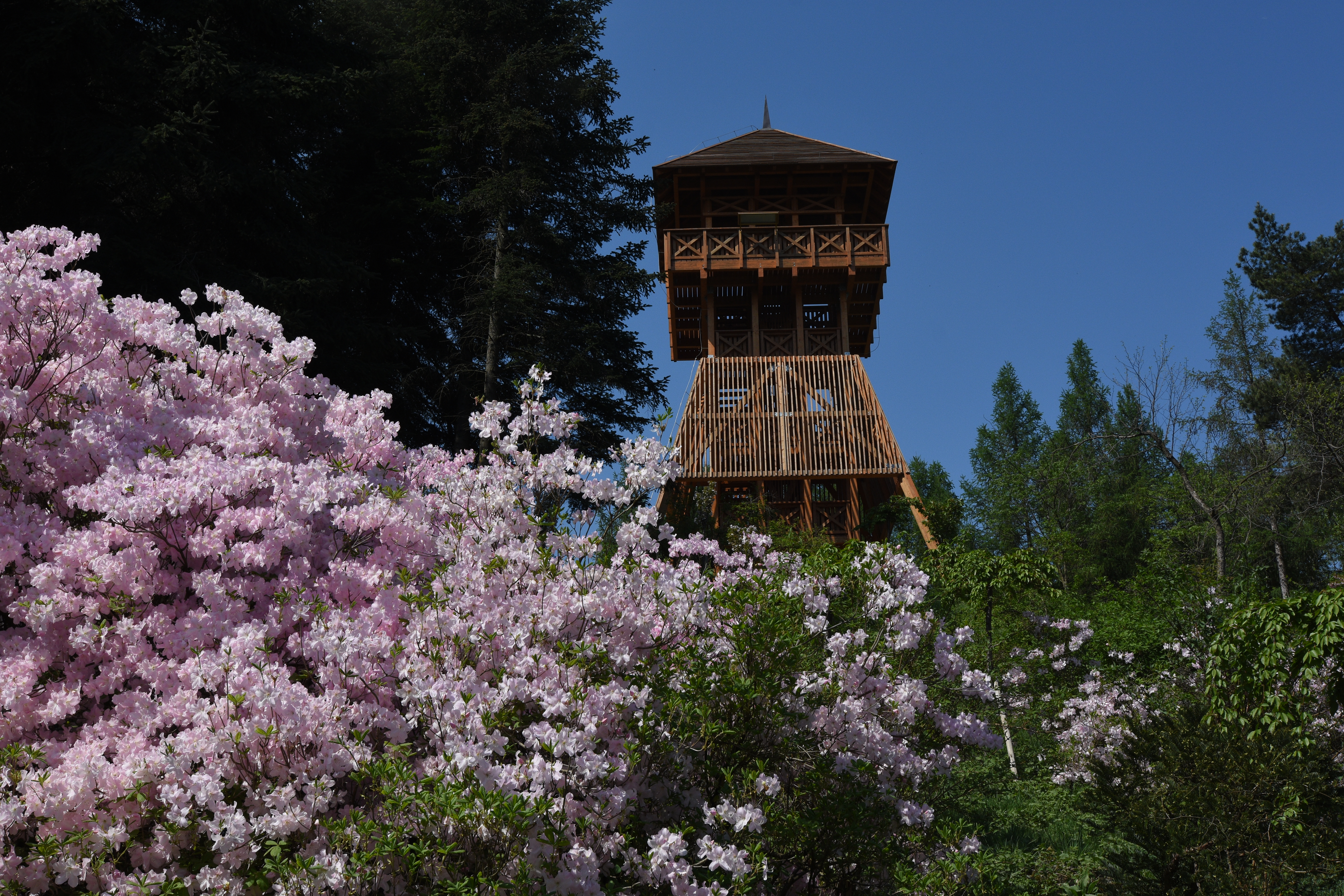
Turm im Jeli-Arboretum
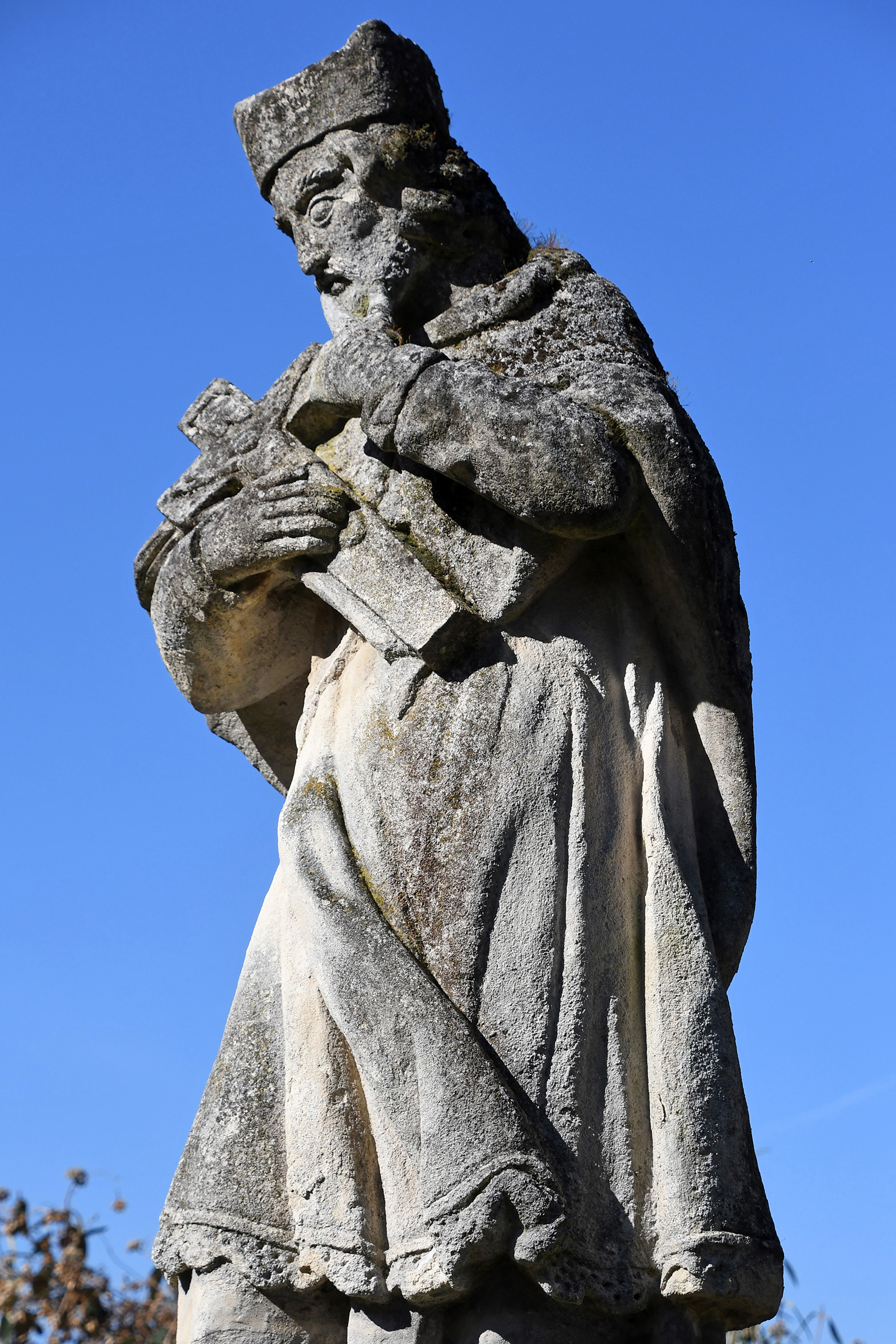
Nepomuki-Szent-János-Statue

## Verkehr
Im nördlichen Teil von Kám treffen die Landstraßen Nr. 8438 und Nr. 8439 aufeinander, im südlichen Teil trifft die Hauptstraße Nr. 87 auf die Hauptstraße Nr. 8. Es bestehen Busverbindungen nach Vasvár, Sárvár, Hosszúpereszteg und Szombathely. Der nächstgelegene Bahnhof befindet sich in Vasvár.